# Heart of Midlothian FC
Heart of Midlothian, pe scurt Hearts, este un club de fotbal din Edinburgh, Scoția fondat în anul 1874 care evoluează în Scottish Premiership. Hearts a devenit de patru ori campioană a Scoției, cel mai recent în 1960, și a câștigat de opt ori Cupa Scoției. În 1960, a făcut eventul campionat-cupă, fiind singura echipă scoțiană care a reușit această performanță în afara celor doi granzi Celtic FC și Rangers FC.
În 1958, Heart of Midlothian a devenit a treia echipă scoțiană și a cincea echipă britanică participantă într-o competiție europeană.
Cel mai bun rezultat în cupele europene este atingerea sferturilor de finală în Cupa UEFA 1988-1989 când au fost învinși de FC Bayern München cu 2-1 la general.